# Baumstelze
Die Baumstelze (Dendronanthus indicus) ist eine Singvogelart aus der Familie der Stelzen und Pieper und die einzige Art der Gattung Dendronanthus. Sie ist in großen Teilen China, Korea, dem südwestlichen Japan und dem südlichen Russisch-Fernost verbreitet, wo sie Wälder aller Art bewohnt. Im Unterschied zu anderen Stelzen meidet sie offene Landschaften und bewegt sich meist in der Deckung von Bäumen und Sträuchern. Die Art ist monotypisch. Sie wird von der IUCN als nicht bedroht eingestuft.

## Beschreibung

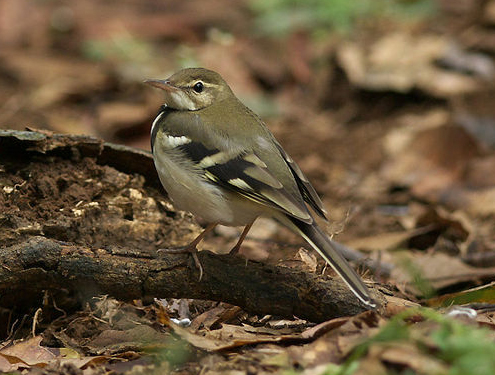
Baumstelze in Rückansicht

Die Baumstelze ist mit 16 bis 17,5 cm etwa so groß wie eine Bachstelze, mit einer Schwanzlänge von 6,4 bis 7,2 cm aber kurzschwänziger. Die Flügellänge liegt zwischen 74 und 85 mm. Die recht langen Beine sind fleischfarben, die Füße etwas gräulicher. Der 32 bis 40 mm lange Oberschnabel ist dunkelgrau, der Unterschnabel matt rosa. Die Geschlechter unterscheiden sich nicht.
Im Adultkleid spielt die graubraune Färbung der gesamten Oberseite leicht ins Olivgrüne. Der Überaugenstreif ist weißlich, das Auge zeigt einen hellen Ring und die Iris ist dunkelbraun. Der Zügel ist dunkel, die Ohrdecken manchmal etwas aufgehellt. Kinn und Kehle sind – manchmal durch einen undeutlichen Bartstreif – abgesetzt und wie die übrige Unterseite weißlich. An Kehle, Brust und Unterschwanzdecken findet sich bisweilen ein gelblicher, an den Flanken ein gelbbrauner Hauch. Über die obere Brust verläuft ein mattschwarzes, halbmondförmiges, darunter ein zweites, meist schwarzbraunes, unterbrochenes und bisweilen etwas fleckiges Band. Das obere ist bisweilen auf der Brustmitte etwas herabgezogen, bei einigen Vögeln verschmelzen die Bänder an den Seiten. Die Randdecken sind wie die Oberseite gefärbt, die übrigen Flügeldecken sind schwarzbraun und tragen breite, gelblichweiße Spitzen, die zwei parallele Flügelbinden bilden. Die Schirmfedern sind braungrau mit einem individuellen Schwarzanteil auf den Zentren. Die schwarzbraunen Handschwingen sind auf der Außenfahne schmal, die Armschwingen breiter, aber diffuser gelblichweiß gesäumt. Sie zeigen eine weißliche Basis, die beim zusammengelegten Flügel als helles Feld sichtbar sind. Die Oberschwanzdecken sind dunkel olivbraun, das mittlere Paar der Steuerfedern graubraun. Die drei folgenden Paare sind schwarzbraun und die äußeren beiden überwiegend weiß mit schwarzem Anteil an der Basis, so dass die Schwanzaußenseiten weiß wirken.
Das Jugendkleid ähnelt dem Adultkleid, die Oberseite ist jedoch bräunlicher, die Brustbänder sind meist schmaler und das untere Brustband ist oft kaum vorhanden.

## Stimme
Der Gesang unterscheidet sich deutlich von dem anderer Stelzen. Er erinnert an den der Kohlmeise, ist aber langsamer und schmätzerähnlich rau. Er besteht aus Reihen von 3–7, seltener bis zu 11 hohen, zweisilbigen Phrasen, die mit zli-zlu beschrieben werden können. Der Ruf ist ein schrilles pick, das auch oft zweisilbig gebracht wird. Als Alarmruf ist ein hohes, dünnes tsiiii oder tzriii zu vernehmen.

## Verbreitung und Wanderungen
Die Verbreitung reicht von etwa 49°N im südlichen Russisch-Fernost über Nordost-China und Korea südwärts über den äußersten Südwesten Japans (Honshū und Kyushu) sowie bis in die chinesischen  Provinzen Fujian, Hunan, Nord-Guizhou, Südost-Sichuan, und möglicherweise ins nordöstliche Yunnan. Angeblich gibt es zudem Brutvorkommen im Norden Assams und im westlichen Myanmar.
Die Baumstelze ist ein Zugvogel, der in Südostasien überwintert. Die Überwinterungsgebiete beginnen südlich der Brutverbreitung in China und erstrecken sich über Indochina und die westlichen Philippinen südwärts bis Borneo und Java, westwärts bis Bangladesch. Ein weiteres Überwinterungsgebiet liegt an der südwestlichen Küste des indischen Subkontinents und auf Sri Lanka. Der Wegzug beginnt im späten August, erreicht im nördlichen Verbreitungsgebiet im September, in China und Japan im Oktober seinen Höhepunkt. Die Vögel sind zwischen Ende September und April in den Winterquartieren anzutreffen und verlassen diese ab März. Der Höhepunkt des Rückzugs liegt in Indochina in der zweiten Märzhälfte. In Japan trifft die Art Ende April bis Anfang Mai ein, in Russisch-Fernost ab Anfang Mai.

## Systematik
Die Baumstelze wurde zunächst von Johann Friedrich Gmelin als eine Art aus der Gattung Motacilla beschrieben, später jedoch aufgrund zahlreicher Alleinstellungsmerkmale von Edward Blyth in eine eigene Gattung gestellt. Die phylogenetischen Beziehungen zu anderen Gattungen der Familie sind jedoch, trotz einer Untersuchung der mitochondrialen DNA, nach wie vor ungeklärt. Neben der einzigartigen Zeichnung des Gefieders unterscheidet sich die Baumstelze aufgrund der Färbung von Schnabel, Füßen und Beinen und der seitlichen Bewegung des Schwanzes von anderen Stelzen. Die Art ist zudem an Wald gebunden und häufig auf Bäumen zu finden, in denen sie auch – anders als alle anderen Vertreter der Familie – ihr Nest baut. Bei den Nestlingen ist die Carpalregion befiedert und die Jungvögel durchlaufen sehr früh eine Mauser ins Adultkleid. Abweichend sind auch die Zeichnung der Eier, die an die einiger Finkenarten erinnert, sowie der Gesang.